# Nuuk Posse
Nuuk Posse ist eine grönländische Hip-Hop-Gruppe.

## Geschichte
Nuuk Posse wurde 1984/85 von Peter Motzfeldt, John Olsen und Henrik Broberg gegründet, die damals etwa 12 Jahre alt waren. Die drei beschäftigten sich anfangs mit Deejay und Breakdance. Anschließend begannen sie zu rappen, traten aber erst 1989 erstmals auf.
1991 stiegen Lars Sørensen und Andreas Højgaard dazu und die Gruppe gab sich den Namen Nuuk Posse, woraufhin sie mehrere Konzerte gaben. 1992 spielten sie die Maxi-CD Sussa Appinnagu („Egal, nicht abspielen“) mit drei Liedern ein. Dabei erhielten sie musikalische Unterstützung von Peters Schwester Nukâka Motzfeldt als Sängerin, den beiden Rockmusikern Nuka Absalonsen und Jorsi Sørensen und zehn Rappern aus Sisimiut, die den Namen Sisimiut Posse erhielten.
1994/95 erschien das Album NP mit zehn Liedern, wo auch Thomas Hansen als sechstes Bandmitglied dazugestoßen war. Die Texte von Nuuk Posse sind auf Grönländisch, Dänisch und Englisch verfasst. Die meisten Liedtexte stammen von John Olsen, während Peter Motzfeldt für die Komposition zuständig war. Die Texte sind häufig gesellschaftskritische und die Musik verbindet traditionellen Gesänge und modernen Hip-Hop, um die jungen Grönländer an ihre Identität als Inuit erinnern.
1995 erhielt die Gruppe den Grönländischen Kulturpreis. Einer weiteren Single, Indigenous Reality, folgte 1996 das Album Kaataq („Hammer“) auf dem belgischen Label Subrosa Records.
Auf dem Weltstädteforum 2004 in Barcelona wurden sie vom UN-HABITAT als eine von 18 Hip-Hop-Gruppen und Einzelmusikern weltweit zu einem Teil des „Messengers of Truth“-Programms ernannt. Andere Mitglieder waren u. a. Carlinhos Brown, Bebo Valdés, Fernando Trueba, MV Bill, K’naan, Madcon und Rolf Stahlhofen.
Gründungsmitglied Henrik Broberg erlag 2014 im Alter von 42 Jahren einem Hirntumor. Im selben Jahr gab Nuuk Posse anlässlich des 30. Jubiläums der Bandgründung bzw. des Einzugs des Hip-Hops in Grönland ein Konzert mit jüngeren grönländischen Hip-Hop-Musikern. 2015 erhielt die Band den Ehrenpreis der Koda Awards. Nuuk Posse ist neben Grönland auch in Schweden, Deutschland, Spanien, Belgien und Kanada aufgetreten, aber nie in Dänemark.

## Diskografie
- 1992: Sussa Appinnagu (Maxi-CD)
- 1994: NP (Album)
- Indigenous Reality (Single)
- 1996: Kaataq (Album)
- 2018: Nunarput (Single)